# Saint-Priest-Bramefant
Saint-Priest-Bramefant är en kommun i departementet Puy-de-Dôme i regionen Auvergne-Rhône-Alpes i centrala Frankrike. Kommunen ligger i kantonen Randan som tillhör arrondissementet Riom. År 2022 hade Saint-Priest-Bramefant 869 invånare.

## Befolkningsutveckling
Antalet invånare i kommunen Saint-Priest-Bramefant
| Referens: INSEE |